# Museo etnografico comunale di Premana
Il Museo etnografico comunale di Premana è un museo che presenta beni demo-etno-antropologici con sede a Premana, in Provincia di Lecco. Il museo è dedicato alla cultura agro-pastorale e alla vita materiale ed economica che caratterizza le comunità prealpine e conserva oggetti, utensili, vestiti, attrezzi di uso comune e un archivio fotografico. Il museo sostiene inoltre l'attività del gruppo spontaneo musicale "Cantà Proman" che mantiene vivo lo stile esecutivo tradizionale permanesse e il canto popolare autoctono e mutuato dalla tradizione italiana di stampo religioso, regionale e alpino.
Il museo è strutturato in una serie di sale: la sala del ferro, la sala del costume, la sala dell'agricoltura. La sala del ferro documenta le tappe storiche della lavorazione del ferro nel territorio di Premana. La sala del costume è dedicata al lavoro femminile e presenta i costumi tradizionali, i manufatti della lavorazione femminile, gli attrezzi per la tessitura e la ricostruzione di una cucina. La sala dell'agricoltura mostra gli utensili dei contadini di montagna utilizzati per coltivare la segala, per allevare e accudire mucche, capre e pecore e per lavorare la terra sui pendii; nella sala è ricostruita una "casinè", un cascinale montano utilizzato dai pastori come ricovero e per la trasformazione del latte e la produzione di formaggi.